# Podbiel
Podbiel (ungarisch Podbjel) ist ein Ort und eine Gemeinde im Norden der Slowakei, mit 1338 Einwohnern (Stand 31. Dezember 2024). Sie gehört zum Okres Tvrdošín und damit zur übergeordneten Verwaltungseinheit Žilinský kraj.

## Geographie

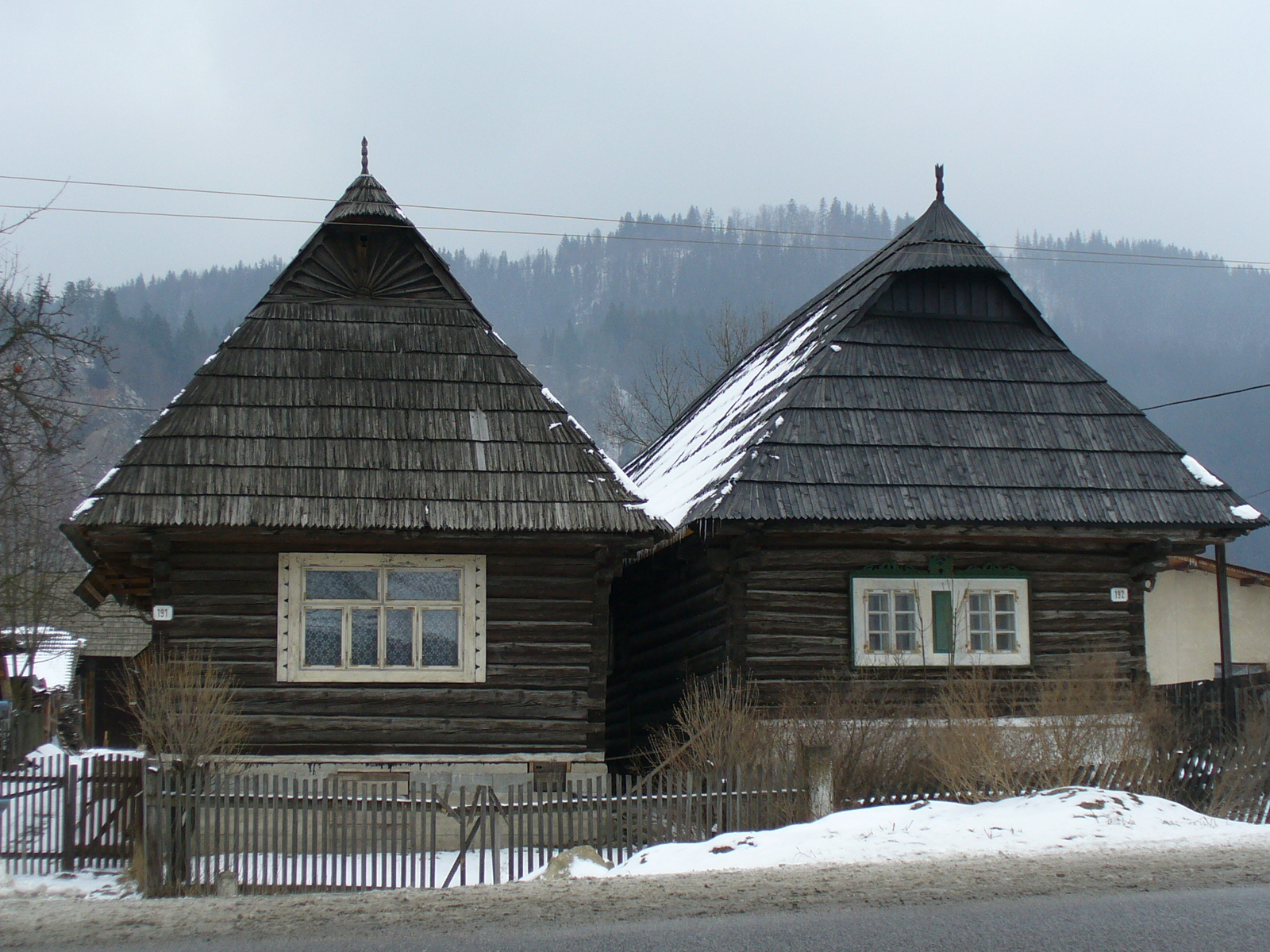
Volksarchitektur im Ort

Die Gemeinde liegt im oberen Tal der Orava an einem Mäander kurz nach ihrem Zusammenfluss mit dem Bach Studený potok, in der traditionellen Landschaft Arwa. Geomorphologisch befindet sie sich im Bergland Oravská vrchovina an den südöstlichen Hängen des Gebirges Oravská Magura. Podbiel ist sieben Kilometer von Tvrdošín und 25 Kilometer von Dolný Kubín entfernt.
Nachbarorte sind Nižná im Osten, Oravský Biely Potok im Südosten, Krivá im Süden und Lokca im Nordwesten (über die Oravská Magura).

## Geschichte

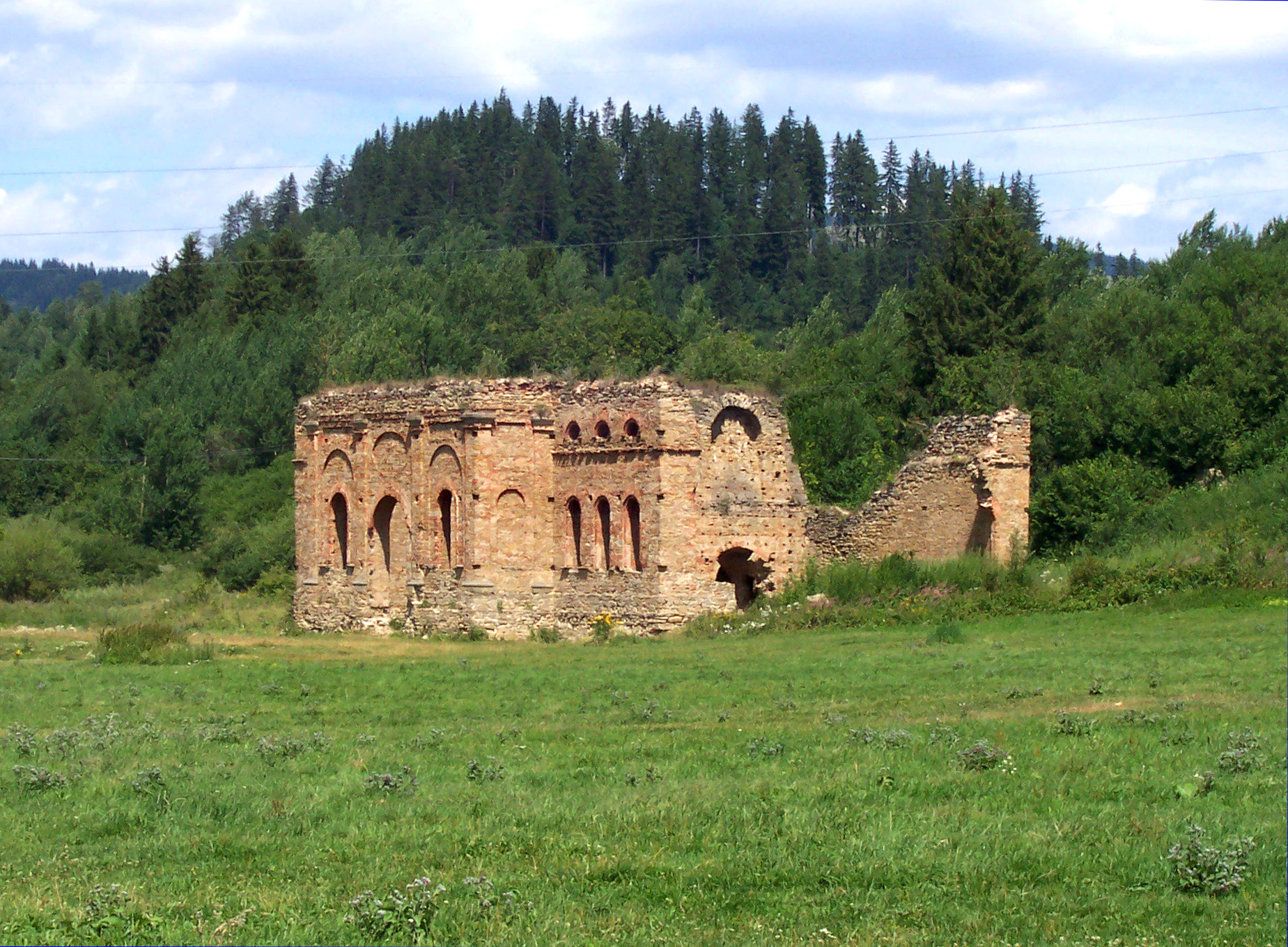
Ruine einer Eisenhütte beim Ort

Im Gemeindegebiet sind Funde aus der Hallstattzeit sowie eine Siedlung der Puchauer Kultur nachgewiesen. Der Ort selbst entstand im 16. Jahrhundert im Rahmen der walachischen Kolonisierung auf dem Gebiet des Herrschaftsguts der Burg Arwa, die damals dem Geschlecht Thurzo gehörte. Die erste schriftliche Erwähnung stammt aus dem Jahr 1556 (andere Angaben 1564). Der Name nimmt Bezug auf den Berg Biel (750 m n.m.) südlich des Ortes. Die Haupteinnahmequellen waren Schäferei, Viehzucht und Forstwirtschaft, zeitweise auch eine Brauerei, Mühle, Säge und Töpferwerke. 1836 begann man mit dem Bau einer Eisenhütte und eines angeschlossenen Hammerwerks, um das geförderte Eisenerz aus umliegenden Bergwerken verarbeiten zu können. Das Eisen war allerdings zu brüchig, daher wurde 1864 der Betrieb wieder eingestellt.

## Bevölkerung
| Jahr                | 1994 | 2004    | 2014    | 2024    |
| ------------------- | ---- | ------- | ------- | ------- |
| Anzahl der Personen | 1177 | 1258    | 1277    | 1338    |
| Unterschied         |      | +6,88 % | +1,51 % | +4,77 % |

| Jahr                | 2023 | 2024    |
| ------------------- | ---- | ------- |
| Anzahl der Personen | 1329 | 1338    |
| Unterschied         |      | +0,67 % |

## Sehenswürdigkeiten
- Römisch-katholische Kirche aus dem Jahr 1861
- Ruinen der ehemaligen Eisenhütte
- 64 Holzhäuser in der Gemarkung Bobrova raľa, seit 1977 als Denkmalreservat geführt
- der Fels Biela skala südlich des Ortes
- im Sommer Flößerei an der Orava

## Persönlichkeiten
- Eduard Goldstücker (1913–2000), tschechoslowakischer Literaturhistoriker und Publizist